# Paradoja de Hausdorff
La paradoja de Hausdorff es un enunciado matemático que lleva el nombre de Felix Hausdorff. Establece que si a una esfera {\displaystyle {S^{2}}} (una esfera tridimensional en {\displaystyle {\mathbb {R} ^{3}}}) se le elimina un determinado subconjunto numerable, entonces, lo que queda, se puede dividir en tres subconjuntos disjuntos {\displaystyle {A,B}} y {\displaystyle {C}}, de modo que {\displaystyle {A,B,C}} y {\displaystyle {B\cup C}} sean congruentes entre sí. En particular, se deduce que en {\displaystyle S^{2}} no hay ninguna medida finitamente aditiva definida en todos los subconjuntos de modo que la medida de conjuntos congruentes sea igual (porque esto implicaría que la medida de {\displaystyle {B\cup C}} es simultáneamente {\displaystyle 1/3}, {\displaystyle 1/2} y {\displaystyle 2/3} de la medida distinta de cero de toda la esfera).
La paradoja se publicó en la revista Mathematische Annalen en 1914, y también ese mismo año en el libro de Hausdorff Grundzüge der Mengenlehre. La demostración de la paradoja de Banach-Tarski, mucho más famosa, utiliza las ideas de Hausdorff. La prueba de esta paradoja se basa en el axioma de elección.
Este planteamiento demuestra que no existe una medida finitamente aditiva en una esfera definida en "todos" los subconjuntos que sea igual en piezas congruentes. Hausdorff demostró por primera vez en el mismo artículo el resultado menos complicado de que no hay una medida aditiva "numerable" definida en todos los subconjuntos. La estructura del grupo de rotaciones en la esfera juega un papel crucial aquí: –la afirmación no es cierta en el plano o en la recta. De hecho, como demostró más adelante Banach, es posible definir un "área" para "todos" los subconjuntos acotados en el plano euclídeo (así como una "longitud" en la recta real), de tal manera que los conjuntos congruentes tendrán igual "área". Esta medida de Banach, sin embargo, es solo finitamente aditiva, por lo que no es una medida en el sentido completo, pero es igual a la medida de Lebesgue en conjuntos para los cuales esta última existe. Esto implica que si dos subconjuntos abiertos del plano (o de la recta real) son equi descomponibles, entonces tienen igual área.